# Чавдар (Смолянська область)
Чавда́р (болг. Чавдар) — село в Смолянській області Болгарії. Входить до складу общини Доспат.

## Населення
За даними перепису населення 2011 року у селі проживали 318 осіб.
Національний склад населення села:
| Національність   | Кількість осіб | Відсоток |
| ---------------- | -------------- | -------- |
| болгари          | 84             | 86,6%    |
| інша             | 4              | 4,1%     |
| Всього відповіли | 97             |          |

Розподіл населення за віком у 2011 році:
Динаміка населення: